# Handley Page Manx
El Handley Page HP.75 Manx fue un avión experimental británico diseñado por Handley Page, que realizó vuelos de pruebas a principios de los años 40. Fue notable por sus características de diseño poco convencionales, siendo un diseño sin cola bimotor de configuración propulsora.

## Diseño y desarrollo
El Manx (llamado así por la bien conocida raza de gatos Manx) fue construido para participar en un programa de investigación de vuelo que investigaba los problemas asociados a los aviones sin cola. Las alas parcialmente aflechadas sostenían los estabilizadores verticales de un empenaje doble, con elevones para el control de cabeceo y alabeo.
La construcción del prototipo fue subcontratada a Dart Aircraft de Dunstable. Se encontraron serios problemas al principio de la etapa de desarrollo que causaron un retraso en el programa de pruebas. Después de que fuera entregado en 1939, hubieron de realizarse rediseños porque el Manx era demasiado pesado, y también existían problemas de integridad estructural con el larguero principal.
Un aspecto heterodoxo del diseño del Manx incorporado al avión era que el tren de aterrizaje principal era retráctil, mientras que el dispositivo de morro permanecía fijo.
Las pruebas de carreteo comenzaron a principios de 1940, pero una inspección reveló un serio deterioro de la estructura alar, que requirió de una extensa reparación. Estos y otros problemas retrasaron el primer vuelo hasta junio de 1943 (las fuentes difieren en si fue el 11 o el 25 de junio). El primer vuelo terminó antes de los esperado cuando la cubierta de la carlinga se perdió en vuelo, pero el piloto se las arregló para aterrizar el avión con seguridad. En diciembre de 1945, los tripulantes regulares del Manx murieron mientras volaban el prototipo del Handley Page Hermes. El Manx había acumulado sólo 17 horas de tiempo de vuelo en aproximadamente 30 vuelos, cuando las pruebas de vuelo finalmente acabaron en abril de 1946. El único ejemplar construido fue desguazado en 1952.

## Especificaciones (HP.75 Manx)
Referencia datos: Jane’s Fighting Aircraft of World War II

### Características generales
- Tripulación: Dos (piloto y observador de pruebas de vuelo)
- Longitud: 5,5 m (18 ft)
- Envergadura: 12,2 m (40 ft)
- Superficie alar: 22,9 m² (246,5 ft²)
- Peso vacío: 1361 kg (2999,6 lb)
- Peso cargado: 1814 kg (3998,1 lb)
- Planta motriz: 2× motor lineal de 4 cilindros invertidos refrigerado por aire de Havilland Gipsy Major.
  - Potencia: 100 kW (138 HP; 136 CV) cada uno.
- Hélices: 1× bipala por motor.

### Rendimiento
- Velocidad máxima operativa (Vno): 240 km/h (149 MPH; 130 kt)
- Techo de vuelo: 4600 m (15 092 ft)

## Aeronaves relacionadas

### Aeronaves similares
- Armstrong Whitworth A.W.52
- Miles Libellula

### Secuencias de designación
- Secuencia HP._ (interna de Handley Page): ← HP.72 - HP.73 - HP.74 - HP.75 - HP.76 - HP.77 - HP.78 →